# 디킨 메달

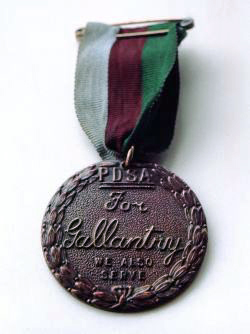
디킨 메달

디킨 메달(영어: Dickin Medal)은 전쟁에서 활약한 동물에 주어지는 영국의 훈장이다. 영국의 동물구호단체인 PDSA가 수여한다.

## 같이 보기
- 군용견
- 군마